# John Charles Fields
John Charles Fields (14. května 1863, Hamilton, Ontario – 9. srpna 1932, Toronto, Ontario) byl kanadský matematik. Je známý především jako autor myšlenky udělování Fieldsovy medaile za vynikající vědecké výsledky matematiků pod čtyřicet let věku. Poprvé byla cena udělena v roce 1936 a od roku 1950 se uděluje pravidelně každé čtyři roky. Jeho výzkum se týkal především algebraických funkcí.

## Život
John Charles Fields byl synem obchodníka, který vlastnil v Hamiltonu obchod s koženým zbožím. Zemřel, když bylo Fieldsovi jedenáct let. Fields navštěvoval Hamilton Collegiate Institute, kde byl vynikajícím studentem. V roce 1880 zde absolvoval a byl několikrát vyznamenán. Ve studiu matematiky pokračoval na Torontské univerzitě. Poté odešel do USA na Univerzitu Johnse Hopkinse v Baltimoru. Zde promoval a poté dva roky přednášel. Na Allegheny College působil jako docent. Po třech letech odcestoval do Evropy. V Berlíně, Göttingenu a Paříži pracoval s největšími matematiky své doby, jakými byli Lazarus Fuchs, Kurt Hensel, Hermann Schwarz, Karl Weierstrass, Felix Klein, Ferdinand Georg Frobenius a Max Planck. S Göstou Mittag-Lefflerem jej pojilo celoživotní přátelství.
V roce 1913 byl Fields zvolen členem („Fellow“) Royal Society. Od prosince 1924 byl korespondujícím členem Ruské akademie věd.